# Siège de Gibraltar (juin-août 1333)
 (novembre 2017).
Si vous disposez d'ouvrages ou d'articles de référence ou si vous connaissez des sites web de qualité traitant du thème abordé ici, merci de compléter l'article en donnant les références utiles à sa vérifiabilité et en les liant à la section « Notes et références ».
 (juin 2021).
Pour l’article homonyme, voir Siège de Gibraltar.
Le quatrième siège de Gibraltar, qui se déroula de juin à août 1333, opposa l'armée chrétienne dirigée par le roi Alphonse XI de Castille face à une imposante armée mauresque dirigée par Mohammed IV de Grenade et Abu al-Hasan Ali ibn Othman (en) de Fès. 
Le quatrième siège de Gibraltar a immédiatement suivi le troisième siège de Gibraltar, survenu plus tôt en 1333.

## Résumé
Le siège a commencé de façon désastreuse avec un atterrissage désastreux par les forces castillanes sur le côté ouest de Gibraltar, avant de se transformer en une impasse dans laquelle aucun des deux camps n'avait la force de capturer Gibraltar, ni pour sortir ou lever le siège. Les deux parties font face à une grave pénurie de nourriture - la garnison de Gibraltar est coupée du ravitaillement, tandis que les Castillans, au plus profond du territoire ennemi, ne peuvent être ravitaillés que via une route maritime peu fiable. Après deux mois de guerre de siège non concluante, les Castillans et les Maures ont conclu un accord de trêve qui a permis aux deux parties de faire une sortie honorable du siège. Bien que les Maures aient réussi à garder Gibraltar, la trêve a coûté la vie à Mohammed IV, assassiné par des nobles mécontents le lendemain de sa signature.

## Prologue
Gibraltar est gouverné par le Royaume de Castille entre 1309 et 1333, après avoir été gouverné par des musulmans pendant près de 600 ans. Le souverain mérinide Abu al-Hasan Ali ibn Othman s'allia avec l'émir de Grenade, Mohammed IV, pour mener le siège de la ville fortifiée.  Le siège dura de juin février à juin 1333. La garnison castillane résista pendant plus de quatre mois. La famine obligea la garnison castillane à capituler quelques jours seulement avant l'arrivée d'une force de secours menée par le roi de Castille Alfonso XI.

## Préparation de la reconquête par les espagnols
Alfonso XI avait déjà une flotte dans la baie de Gibraltar sous le commandement de l'amiral Alonso Jofre de Tenorio. La marche terrestre de son armée depuis Jerez de la Frontera avait été retardée par des querelles avec ses nobles, qu'il devait persuader de continuer après la nouvelle de la chute de Gibraltar le 20 juin. Il fit remarquer que les Maures n'auraient pas encore assuré leur position dans la forteresse ; ils seraient encore en train de faire le point, de réparer les dégâts qu'ils avaient causés aux fortifications et de réapprovisionner la nouvelle garnison. Il n'y avait pas de temps à perdre pour faire une contre-attaque. Les Castillans quittèrent leur campement près du fleuve Guadalete près de Jerez et marchèrent d'abord à Alcalá de los Gazules, en prenant la route directe mais montagneuse vers Gibraltar. Le 26 juin, ils atteignirent Castellar de la Frontera sur le cours supérieur de la rivière Guadarranque et descendirent la rive gauche de la rivière en direction de la vieille ville romaine de Carteia, à la tête de la baie de Gibraltar. Une force maure de 6 000 hommes de la ville voisine d'Algésiras, sous la direction d'Abd al-Malik, les a suivis sur des terres basses près de la côte. Alfonso se tenait sur les hauteurs de la Sierra Carbonera, d'où les Maures cherchaient à l'attirer dans une embuscade alors que son armée descendait la pente vers Gibraltar. Le roi castillan réalisa les intentions des Maures et leur tendit un piège à tour de rôle. Il a envoyé son arrière-garde directement sur la pente tandis que sa cavalerie, ses archers et lanciers débordaient les Maures en se frayant un chemin à travers les bois sur les flancs de la montagne. Alfonso prévoyait que les Maures chercheraient à gagner la crête, d'où ils descendraient pour attaquer l'arrière-garde. Ses flankers occuperaient à leur tour la crête nouvellement libérée, prenant en sandwich les Maures entre deux forces castillanes. La prédiction du roi de la stratégie des Maures s'est avérée exacte et ils ont été mis en déroute, perdant 500 hommes.
En dépit des ordres d'Alfonso selon lesquels ses hommes ne devaient pas poursuivre les Maures en retraite au-delà de la Guadarranque, un grand contingent désobéit et se dirigea vers la rivière suivante, les Palmones. Les Castillans tombèrent presque en désastre lorsqu'une nouvelle force maure émergea d'Algésiras mais fut sauvée par la force navale d'Alfonso, qui ramena les Palmones pour bloquer les Maures. À la tombée de la nuit, les deux parties se sont désengagées avec les Maures retournant à Algéciras et les Castillans campant sur le côté est de la Guadarranque.

## Premier et second assauts
La discipline devait aussi condamner la première tentative d'Alfonso d'attaquer Gibraltar. Ses troupes ont été transportées par les galères de l'amiral Jofre aux Sables rouges sur le côté sud mal fortifié de Gibraltar. Cependant, les commandants de terrain d'Alfonso - Rui Lopez et Fernan Yañez de Meira - n'ont pas réussi à contrôler leurs troupes ni à coordonner leurs débarquements. La première vague de Castillans était destinée à couvrir l'atterrissage de la deuxième vague, après quoi toute la force occuperait des positions de siège des deux côtés de la ville. Au lieu de cela, la première vague a ignoré leurs ordres et a chargé le côté du Rocher de Gibraltar dans une tentative d'atteindre le château maure. Alors que la seconde vague atterrissait sans couverture, la garnison maure lança une sortie et attrapa les Castillans qui débarquaient sur la plage. Beaucoup y ont été tués, forçant les autres à battre en retraite et à couper environ 1 500 hommes encore sur les pentes supérieures. Les Maures se sont positionnés pour bloquer tout atterrissage supplémentaire, pour faire pleuvoir des flèches sur les bateaux approchant et la cavalerie alignée pour faire face à tous les Castillans qui ont fait débarquer. Lopez et de Meira ont tous deux été tués. Alfonso a maintenant fait face à un dilemme sévère. Un vent persistant de Levanter avait empêché ses navires de ravitaillement d'entrer dans la baie et son armée ne disposait plus que d'une journée de vivres. Il a accepté à contrecœur l'insistance de ses nobles selon laquelle ils devaient se retirer sur le territoire castillan, abandonnant les hommes laissés sur le Rocher, qui devaient « prendre position sur ce que Dieu voudrait leur donner ». Cependant, la situation a changé encore quelques miles dans la retraite de leur base à Carteia. Les comptes diffèrent quant à ce qui s'est passé ; certains disent qu'Alfonso a persuadé ses nobles qu'il serait déshonorant d'abandonner les hommes piégés, tandis que d'autres disent que les vents ont changé à la dernière minute et ont permis aux navires de réapprovisionnement d'entrer dans la baie après tout. Quoi qu'il en soit, il est évident que les Castillans ont repris leur position d'origine pour reprendre l'assaut de Gibraltar.
Il a été décidé que le même plan d'attaque serait utilisé à nouveau, mais plus efficacement exécuté cette fois. Des commandants plus expérimentés - Don Jaime de Jerica et les frères Laso de Rojas et Sancho de Rojas - furent chargés d'un nouvel assaut sur les Sables Rouges. Les Castillans cherchaient à écraser les Maures en les précipitant en masse, utilisant chaque petit bateau à leur disposition pour transporter des soldats, des arbalétriers et même de la cavalerie avec leurs chevaux. Tandis que les arbalétriers étendaient leur couverture de feu, les chevaliers montaient en selle et repoussaient les forces maures sur la plage à l'intérieur des murs de la ville . En même temps, l'amiral Jofre (en) cherchait à détruire les galères maures ancrées dans le chantier naval de Gibraltar. Son mouvement échoua, car les Maures avaient construit un toit lourd sur le chantier naval pour protéger les navires contre les bombardements et avaient installé des barrages en bois massifs à travers l'entrée pour empêcher les ennemis d'y accéder. L'attaque navale a été repoussée avec de lourdes pertes en vies humaines, mais Jofre a réussi à établir un blocus efficace des routes maritimes de Gibraltar

## Déroulement du siège
Les Castillans ont creusé autour de Gibraltar pour faire le siège du sud, des hauteurs du Haut-Rocher et de l'isthme au nord, où Alfonso est resté avec sa force principale. Le roi castillan avait espéré reprendre la ville dans une rapide contre-attaque, mais il devait maintenant faire face à un long siège. En conséquence, il entreprit de démolir les fortifications de la ville avec six catapultes qu'il avait amenées de Séville, dont trois furent hissées par des cordes depuis l'isthme jusqu'à la Haute-Roche où elles pouvaient dominer toute la ville. Le château mauresque a été lourdement bombardé et sérieusement endommagé, tandis que les Almogavres cherchaient à miner sa structure par le bas. Les défenseurs ont infligé des pertes en jetant des pierres sur les parapets et en attaquant les assaillants, détruisant certaines des machines de siège castillanes. Les deux parties ont fait face à des conditions difficiles dans le siège. Les Maures étaient progressivement affamés par les Castillans, mais ceux-ci avaient aussi des problèmes d'approvisionnement. Ils étaient profondément dans le territoire ennemi et dépendaient entièrement du réapprovisionnement de la mer, qui dépendait du fait que les vents et les marées étaient corrects. La nourriture était rare pour les deux parties. Certains Castillans ont tenté de se rendre du côté des Maures mais ont été réduits en esclavage et vendus à Algeciras pour un prix équivalent à un huitième de la valeur d'une vache. Les choses ont empiré pour les Castillans quand l'armée de Mohammed IV a marché vers Gibraltar avec l'intention apparente de soulager la garnison assiégée. Alfonso a ramené sa propre armée à l'isthme immédiatement au nord de Gibraltar et a fait creuser un fossé défensif juste en face de lui. Cela a réussi à empêcher Mohammed IV d'attaquer, mais a coupé les Castillans de leur approvisionnement en bois de chauffage dans les collines de la Sierra Carbonera; désormais, ils devaient manger leur nourriture crue. Le siège s'est maintenant transformé en une impasse. Les Maures n'étaient pas assez forts pour sortir de Gibraltar, ni pour attaquer les Castillans du nord à travers leur fossé. Ils n'avaient pas non plus le pouvoir naval nécessaire pour déborder les Castillans par la mer ou pour briser le blocus naval de Gibraltar, ce qui amenait la garnison proche de la famine. Les Castillans n'avaient pas non plus la force de prendre d'assaut Gibraltar ou de chasser les troupes de Mohammed IV sur la Sierra Carbonera. Alfonso XI a également reçu la nouvelle que trois nobles puissants - Juan Núñez III de Lara, Juan Alfonso de Haro (es) et Juan Manuel, Prince de Villena - s'étaient révoltés contre lui et ravageaient les propres terres du roi. Les deux parties ont ainsi trouvé qu'elles avaient des raisons impérieuses de parvenir à un accord de paix.

## Fin du Siège
L'accord est signé le 24 août 1333. Il comprend sur une proposition maure,une trêve de quatre ans et le paiement par les maures d'un tribut annuel de 10 000 doublons à la Castille. Les Maures sont autorisés à acheter du bétail et du pétrole sur le territoire castillan, et Alfonso et son armée sont assurés de traverser le territoire maure au retour . Le roi castillan a accepté et scellé l'accord en personne avec Mohammed IV lors d'un somptueux dîner au cours duquel il a échangé des cadeaux avec son homologue maure. Mohammed aurait donné à Alfonso une épée avec gaine d'or parsemée d'émeraudes, rubis et saphirs et un casque avec deux rubis "la taille des châtaignes" tandis qu'Alfonso a donné à Mohammed un type de pourpoint. Alors que les Castillans s'apprêtaient à se retirer, les forces d'Abd al-Malik retournèrent à Algeciras et Mohammed IV se prépara à retourner à Grenade. Dans la nuit qui a suivi la signature de l'accord de paix, Mohammed IV a été assassiné par deux de ses nobles qui étaient fâchés que le sultan ait mangé avec un chrétien et craint qu'il ne se soit converti au christianisme. L'assassinat n'a pas empêché les Castillans de se retirer en toute sécurité mais a entraîné de nouvelles hostilités pendant un certain temps alors que le nouveau roi de Grenade, Yusuf Ier, cherchait à établir son autorité. L'issue non concluante du siège signifiait que la lutte pour le contrôle de Gibraltar restait non résolue, et Alfonso devait faire une autre tentative pour le reprendre au Cinquième siège de Gibraltar en 1349.